# Piscivorenantiornis inusitatus
Piscivorenantiornis inusitatus — вид енанціорнісових птахів, що існував у крейдовому періоді в Азії. Скам'янілі рештки знайдено у відкладеннях формації Цзюфотан у провінції Ляонін на сході Китаю. Вид відомий з решток часткового скелету, що складається з добре збережених елементів черепа, шиї, грудини, тазу. Серед решток птаха знайдено рештки невеликої риби. Це, а також характерна будова дзьоба із загнутими назад зубами, вказує, що птах харчувався рибою. Це перший відомий рибоїдний енанціорнісовий птах.